# Kevin Smith

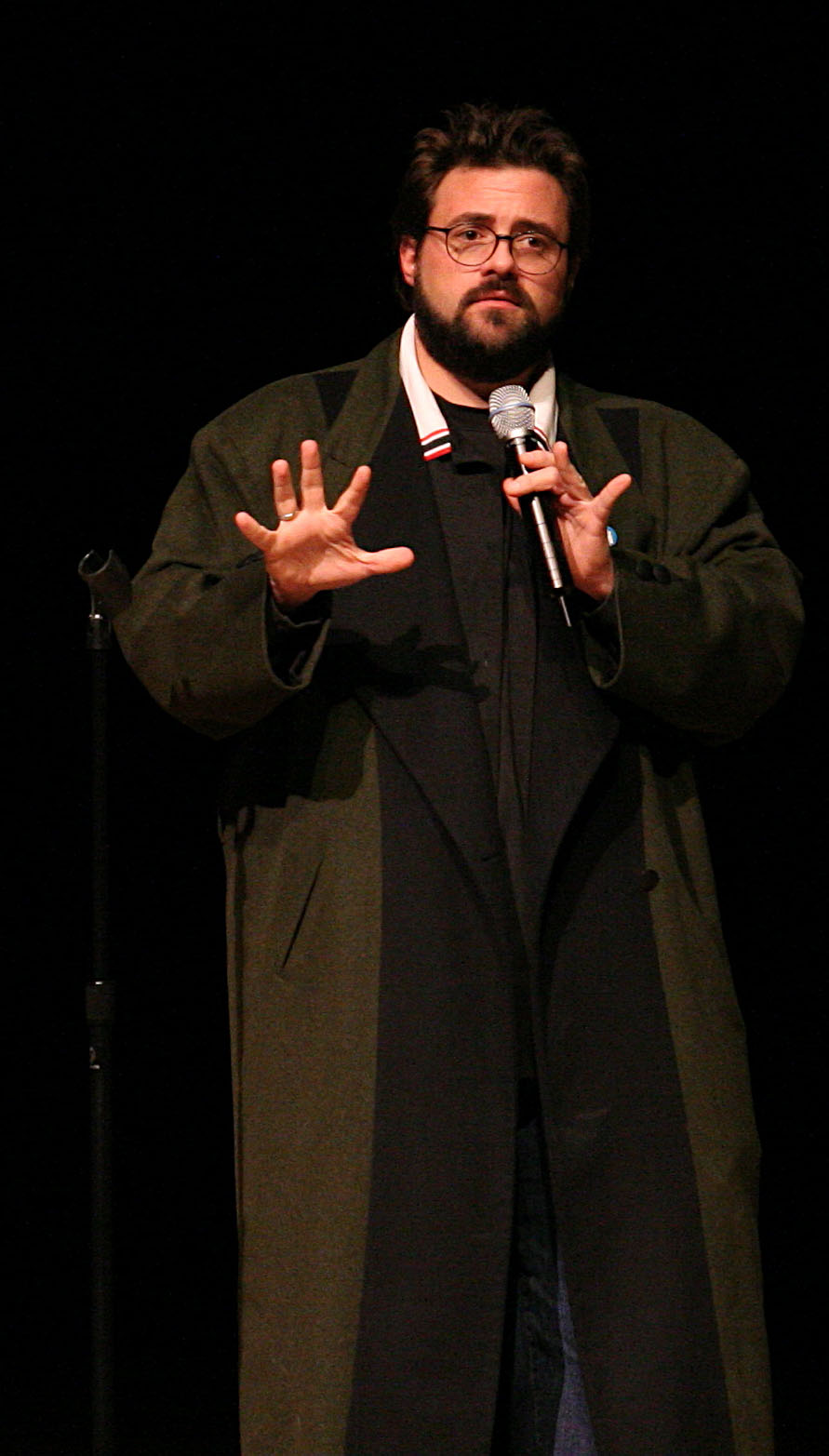
Kevin Smith

Kevin Patrick Smith (* 2. srpna 1970 v New Jersey, USA) je americký herec, scenárista, režisér a producent, jehož komediálně laděné filmy jsou charakteristické popkulturními narážkami na aktuální blockbustery.

## Režijní filmografie
- 1992 Mae Day: The Crumbling of a Documentary (dokument)
- 1994 Mladí muži za pultem
- 1995 Flákači
- 1997 Hledám Amy
- 1999 Dogma
- 2001 Jay a Mlčenlivej Bob vrací úder
- 2001 Concert for New York City (koncert)
- 2002 Flying Car, The (TV film)
- 2004 Clerks: The Lost Scene
- 2004 Táta na plný úvazek
- 2006 Clerks II: Muži za pultem
- 2007 Ďáblův sluha (seriál)
- 2008 Zack a Miri točí porno
- 2010 Poldové
- 2011 Red State
- 2013 Hit Somebody
- 2014 Mroží muž (Tusk)
- 2016 Holidays, povídka Halloween
- 2016 Yoga Hosers